# Cabal
Cabal es una novela corta de terror escrita por Clive Barker y publicada en 1988. Originalmente fue editada dentro de un libro que contenía esta novela y varios relatos cortos, los cuales correspondían al sexto y último volumen de la colección de Barker llamada Books of Blood (Libros de Sangre).

## Sinopsis
Aaron Boone, el protagonista de la historia, sufre de una enfermedad mental, de la cual está siendo tratado por su psiquiatra, Decker. Para su desgracia, Boone es informado por Decker durante una sesión que él es el responsable del asesinato y mutilación de once personas, crímenes que han aterrorizado a la ciudadanía. Antes de perder toda esperanza, Boone comienza a pensar que la salvación se encuentra en un lugar llamado Midian, un lugar en el cual los monstruos pueden tener su santuario. Rápidamente se lanza a la búsqueda de Midian.
Boone finalmente descubre que Midian es una laberíntica ciudad que se extiende kilómetros bajo un cementerio. Allí conocerá a las criaturas que lo pueblan. Lori, su novia, es incapaz de creer que Boone sea el autor de los crímenes y se lanza en su búsqueda, sin saber a ciencia cierta si Boone está vivo o no. Por su parte, Decker también desea hallarlo, pero con intenciones totalmente distintas.

## Adaptaciones
- Nightbreed (1990), película dirigida por Clive Barker

- Datos: Q1990342